# Reichssportjugendabzeichen
Das deutsche Reichssportjugendabzeichen (Stiftungsjahr: 1934) konnte jedes Mädchen und jeder Junge bis zum vollendeten 18. Lebensjahr erwerben. Die Bedingungen waren gegenüber dem Reichssportabzeichen der Leistungsfähigkeit des jugendlichen Körpers angepasst und für Jungen und Mädchen verschieden schwierig. Es war das Nachfolgemodell des Reichsjugendabzeichens (Stiftungsjahr 1925).
In den Jahren 1925 bis 1936 wurden insgesamt 204.745 Jugendabzeichen verliehen: 62.345 Abzeichen an Mädchen und 142.400 Abzeichen an Jungen. Im Jahr 1937 erwarben 29.644 Jungen und 14.274 Mädchen (insgesamt 43.918) das Reichssportjugendabzeichen.